# جان وینتروپ (مربی)
جان وینتروپ (انگلیسی: John Winthrop؛ زاده ۱۹ دسامبر ۱۷۱۴ - درگذشته ۳ مهٔ ۱۷۷۹) یک ریاضی‌دان، فیزیک‌دان، و ستاره‌شناس اهل ایالات متحده آمریکا بود. وی ریاست دانشگاه هاروارد را برعهده داشت.